# Zamarada transvisaria
Zamarada transvisaria är en fjärilsart som beskrevs av Achille Guenée 1858. Zamarada transvisaria ingår i släktet Zamarada och familjen mätare. Inga underarter finns listade i Catalogue of Life.